# Government House (Brisbane)

Le Government House ou Hôtel du Gouvernement est  la résidence officielle du gouverneur du Queensland, le représentant du monarque australien dans l'état du Queensland. Ce manoir classé est situé au 170 Fernberg Road, Paddington à Brisbane (Australie). Il a été édifié par Benjamin Backhouse en 1865 puis il a ensuite été agrandi et rénové. On l'appelle aussi simplement Fernberg. Le bâtiment a été inscrit au registre du patrimoine du Queensland le 21 octobre 1992.
Le Premier ministre du Queensland est tenu de se rendre au Government House pour rencontrer le gouverneur quand il souhaite obtenir la dissolution de l'Assemblée législative du Queensland et provoquer des élections générales. À la suite de ces élections, le gouverneur nomme le Premier ministre et le gouvernement. Il reçoit ensuite la prestation de serment des membres de l'Assemblée législative qui s'effectue également à l'Hôtel du Gouvernement.
Le Government House est ouvert au grand public certains jours de l'année, généralement au moment de la Fête du Queensland, le 6 juin et aussi dans le cadre de la Brisbane Open House au mois d'octobre. Des visites gratuites pour le public sont également organisées le premier jeudi de chaque mois, tandis que les associations et les groupes scolaires peuvent obtenir des visites tous les mercredis et jeudis.

## Histoire

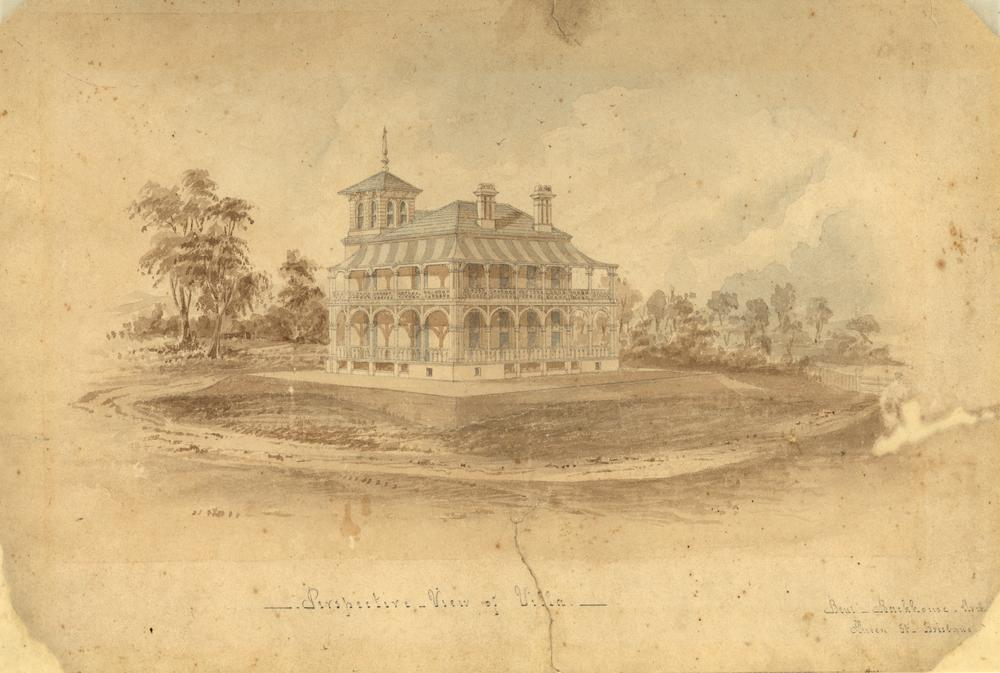
Dessin en perspective de la Villa Fernberg réalisé par Benjamin Backhouse vers 1864.

Le terrain sur lequel a été construit l'Hôtel du Gouvernement a été initialement concédé en deux lots distincts. Le lot No 223 a été acheté en mai 1860 par Johann Christian Heussler, qui a ensuite fait l'acquisition de la partie adjacente No 291 deux ans plus tard en copropriété avec George Reinhard Francksen. Ce dernier est mort en 1864 et sa part est revenue à J. Heussler. À l'époque, le paysage de cette campagne éloignée de Brisbane était probablement celui d'une zone de brousse sauvage non urbanisée.
Johann Christian Heussler (1820-1907) était natif d'Allemagne et avait émigré dans l'état australien du Victoria en 1852. Il s'est installé à Brisbane en 1854 pour des raisons de santé. Il a fondé l'entreprise de commerce Heussler & Co et, en deux décennies, est devenu un homme d'affaires respecté du Queensland. Il a été distingué comme membre fondateur du Queensland Club et a assumé les charges de consul des Pays-Bas, de consul d'Allemagne et d'agent de l'émigration pour les compagnies maritimes allemandes. En 1866, il a été nommé au Conseil législatif du Queensland.
Johann Heussler a chargé l'architecte brisbanite Benjamin Backhouse d'imaginer une résidence destinée à son usage personnel ; elle fut construite en 1865 .
Heussler a baptisé sa maison « Fernberg » ; ce nom d'origine allemand signifie « la montagne lointaine ». L'architecte Benjamin Backhouse avait déjà réalisé plusieurs projets importants au Queensland, en Nouvelle-Galles du Sud et au Victoria. Parmi les exemples locaux de son travail on trouve d'autre villas telles que Baroona, Cintra House, Riversleigh ou Old Bishopsbourne.

En raison de difficultés financières, Heussler a été contraint de quitter la propriété en 1871, après quoi elle a été louée à Arthur Palmer, alors Premier ministre du Queensland . En novembre 1877, le domaine a été mis en vente ; la maison et le terrain étaient décrits comme suit :
"La maison est construite en brique et en pierre, sur quatre étages, avec au-dessous la cuisine et la chambre des domestiques ; au rez-de-chaussée, de vastes salons, salle à manger et salle de petit-déjeuner ; au premier étage, trois grandes chambres et une grande pièce au deuxième étage. Le toit est couvert d'ardoises, les vérandas et les balcons sont spacieux et offrent un refuge agréable pour profiter de l'air pur, de l'ombre et d'une vue dégagée et charmante. L'ensemble de la construction et des matériaux intérieurs et extérieurs est de la meilleure qualité, et les dépendances extérieures sont équipées de tout le nécessaire. L'écurie est dotée d'un grand nombre de stalles. Il y a également une remise à voitures, un cellier, une salle de palefrenier, une sellerie, etc., etc. "
"Le terrain est entièrement clôturé et les arbres ont été taillés de manière à donner à l'endroit une apparence de parc. Il y a un bosquet et un jardin autour de la maison. Les conduites d'eau d'Enoggera traversent la propriété, de sorte qu'il y a un approvisionnement en eau abondant en toutes saisons. La vue depuis Fernberg est extraordinaire, à la fois par son étendue, sa variété et sa beauté. La meilleure preuve que l'on puisse apporter pour justifier cette affirmation est que, quel que soit l'endroit d'où l'on vienne, on aperçoit la maison qui domine les immeubles du quartier."
La propriété a été transférée à George et Nathan Cohen en 1878, aucun des deux n'a résidé dans la maison.

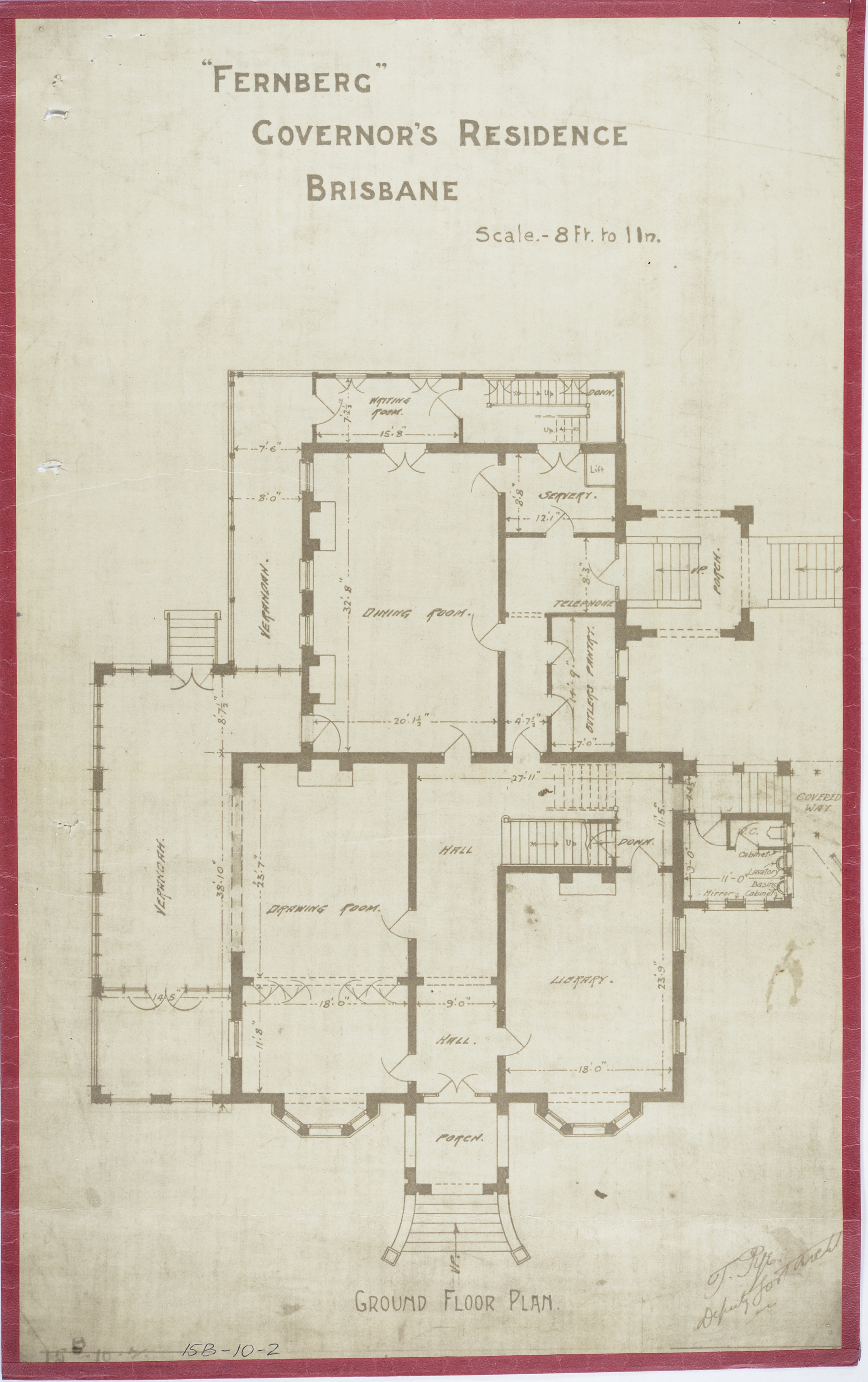
Plan du rez-de-chaussée, vers 1884

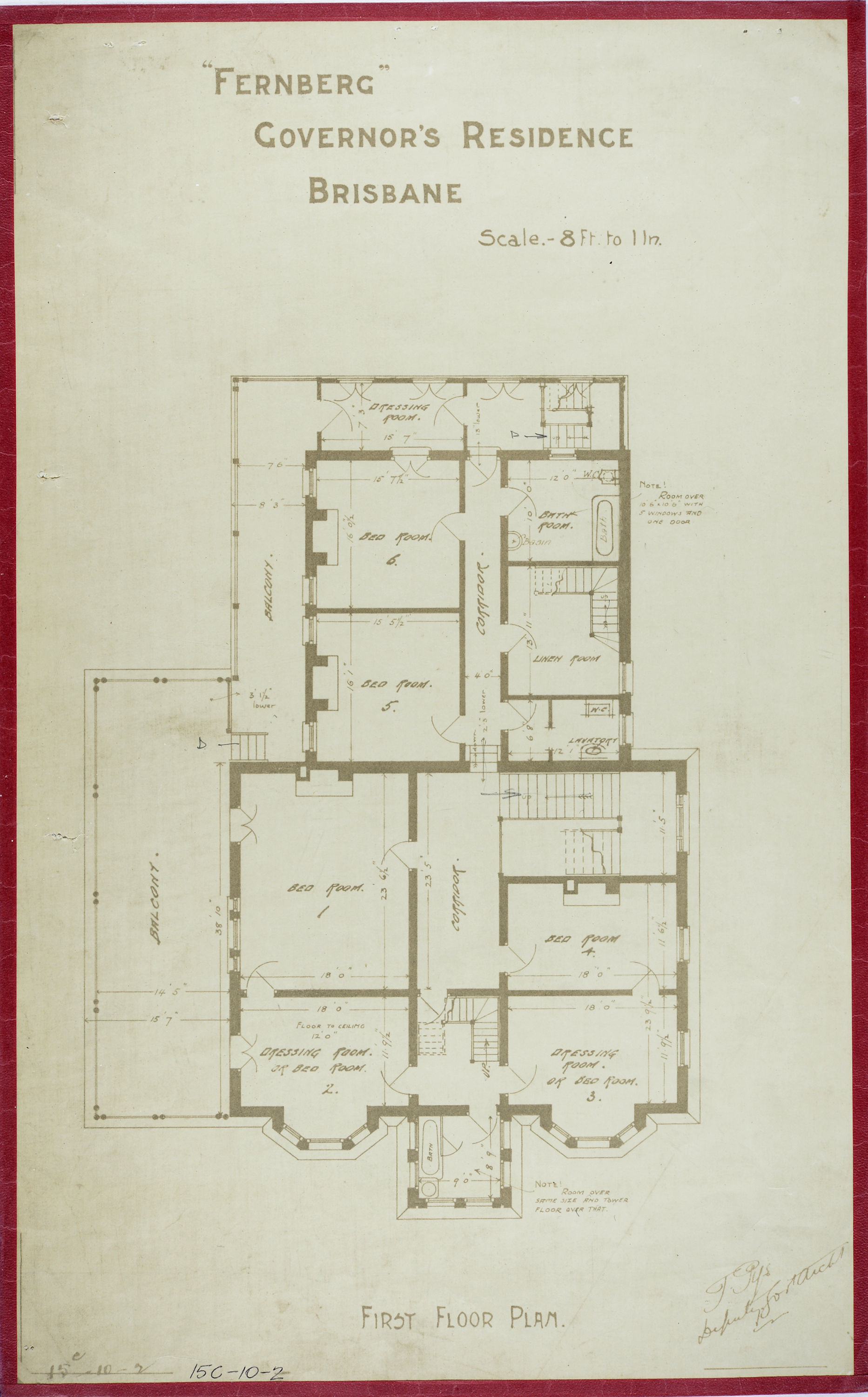
Plan du premier étage, vers 1884

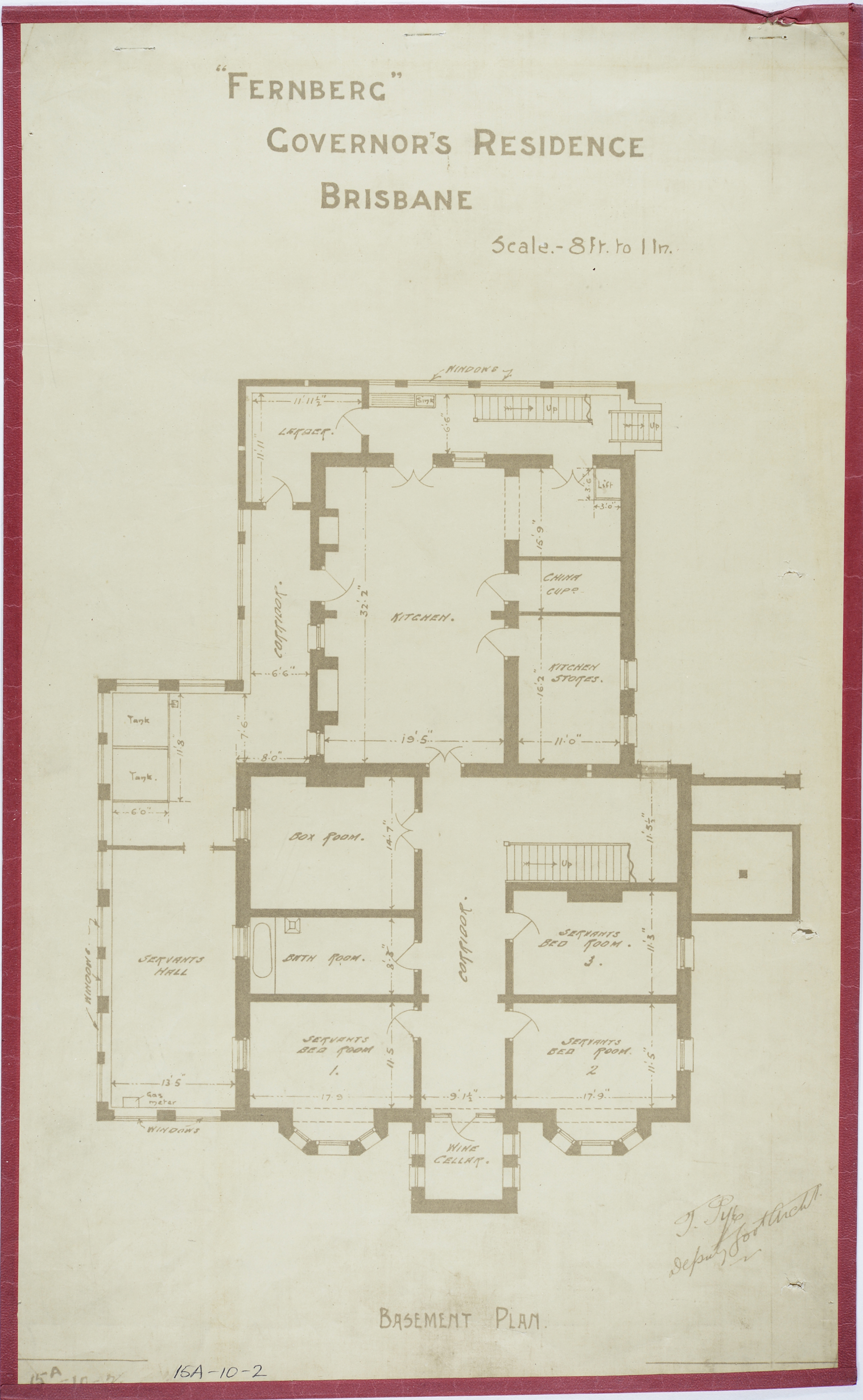
Plan du sous-sol, vers 1884

John Stevenson, un éleveur de bétail prospère et membre de l'Assemblée législative du Queensland, acheta Fernberg au milieu des années 1880. En 1888, il chargea l'architecte Richard Gailey d'agrandir et d'embellir la demeure. Ce projet d'envergure a plus que doublé la taille de la maison d'origine et a transformé en manoir de style italien la villa des années 1860 . La nouvelle section comportait des décorations en stuc, des baies à facettes et l'entrée principale orientée vers le nord a été agrémentée d'une tour. Ces extensions ont rapproché la résidence de la route ; par chance, le nouveau tracé de la Route Fernberg a reclassé la voie d'origine en simple allée. L'ancienne route est devenue une allée sinueuse menant à la fois à l'entrée principale et à l'entrée latérale. En 1890, une fontaine, des portes et des piliers de porte ont été érigés sur un terrain délimité avec des arbres et des arbustes. Des dépendances diverses et d'autres structures ont également été ajoutées dans la propriété, parmi lesquelles une remise, une écurie à cinq stalles, une sellerie, une salle à outils, une habitation pour hommes, une buanderie, un gymnase, une volière, un poulailler, des placards, un hangar à foin, une serre et un court de tennis asphalté. La dépression économique des années 1890 mit fin à la fortune de Stevenson et en 1895, la propriété fut hypothéquée sur William Pattison et Walter Russell Hall . Deux ans plus tard, Hall, un philanthrope bien connu qui avait fait fortune grâce à l'or de Mount Morgan, prit possession de la résidence ;il n'a jamais habité la propriété

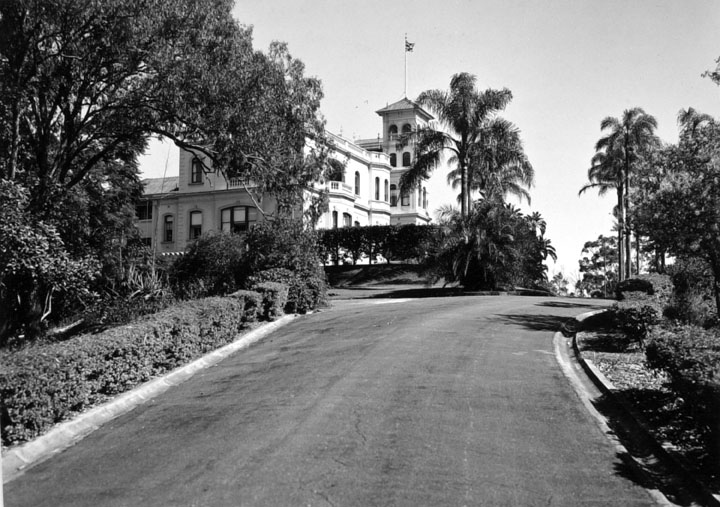
Vue de l'Hôtel du Gouvernement dans le prolongement de l'allée principale, 1950.

La décision de louer Fernberg pour en faire une résidence vice-royale provisoire a été prise en février 1910 quand la Government House d'origine a été affectée au siège de l'Université du Queensland nouvellement créée. Au même moment, des plans pour la construction d'un Hôtel du Gouvernement à Victoria Park étaient en cours d'élaboration. Malheureusement, les travaux pour le nouvel Hôtel n'ont jamais dépassé la construction des fondations. En juin 1911, bien que les rapports indiquaient que Fernberg était trop petit, le gouvernement l'acheta pour en faire la résidence permanente du gouvernement . Les modifications et rénovations effectuées dans la foulée comprenaient les peintures, les revêtements de sol, l'installation d'éclairages électriques, le revêtement en pierre, le gravier et la réfection des chaussées et des clôtures. Plusieurs bâtiments situés sur l'ancien site de l'Hôtel du Gouvernement ont été déplacés à Fernberg entre 1910 et 1911 pour abriter des bureaux, une salle de billard et des appartements pour le secrétaire privé et l'aide de camp. Un pavillon et des logements pour les domestiques ont également été déplacés sur le lieu. Une habitation pour le chauffeur a été construite en 1923 et un spacieux garage en bois a été érigé en 1935.
Les jardins ordonnés ont été dessinés en 1910 afin de proposer des espaces adaptés aux réceptions de jardin officielles et aux  manifestations de bienfaisance. Le plus souvent, on choisissait pour ces jardins des plantes exotiques, principalement des arbres ornementaux et quelques arbres indigènes. Autour des jardins ordonnés on retrouvait la végétation originelle qui couvrait environ 70 % de l'ensemble du terrain. Contrairement aux jardins ordonnés, les taillis on reçu très peu d'attention, à l'exception des défrichages réguliers des sous-bois. En 1928, des « promenades arborées » ont été créées par le gouverneur Sir John et Lady Goodwin à travers la végétation. Des sentiers ont été tracés, des passerelles ont été construites et diverses plantes ont été introduites, telles que des jacarandas, des acacias et des poinsettias.
En septembre 1936, la proposition de réinstaller le gouverneur dans sa résidence d'origine ont été émise par le gouverneur de l'époque, Sir Leslie Wilson. Après une longue réflexion, le Premier ministre et le Cabinet ont rejeté l'idée et ont préféré proposer des ajouts substantiels à Fernberg, réglant ainsi la question d'une résidence permanente du gouvernement. Le gouverneur et Lady Wilson ont tous deux été intimement impliqués dans les plans d'agrandissement conçus par le ministère des Travaux publics . Les extensions de 1937 comprenaient la construction d'une nouvelle aile à l'est qui abritait une grande salle de réception, une salle de billard, une salle à manger et une nouvelle chambre avec salle de bains. Pour donner une cohérence à l'ensemble du bâtiment, toutes les façades extérieures de l'Hôtel ont été repeintes couleur crème. De nouveaux logements pour les domestiques et une buanderie ont été construits séparément de la maison principale.

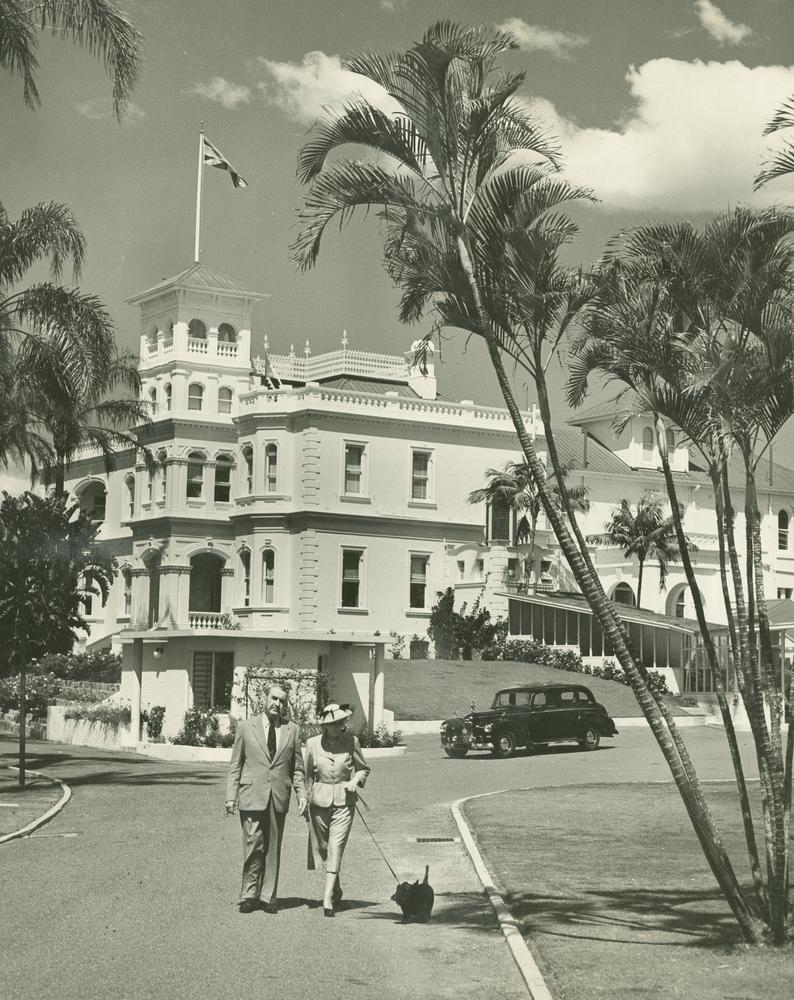
Sir John et Lady Lavarack avec leur chien écossais Monty, se promenant sur l'allée principale en 1947.

Au milieu des années 1940, quelques modifications mineures ont été effectuées à l'intérieur  après un changement de gouverneur et en prévision des visites de divers membres de la famille royale (le prince Henry, duc de Gloucester ayant été nommé gouverneur général d'Australie en janvier 1945). À la fin des années 1940, le besoin de logements supplémentaires pour le personnel privé du gouverneur a conduit à la construction d'un bâtiment annexe en briques d'un seul étage. Ce bâtiment a remplacé l'ancien bâtiment en bois qui avait été déplacé sur le site en 1910 et qui a ensuite été relocalisé sur un autre site à Bardon. En 1950, un bâtiment administratif en briques et un nouveau pont couvert avec porte cochère ont été ajoutés. L'ensemble du complexe a été peint en blanc à cette époque.
En 1953, on a construit un balcon ouvrant sur la salle de réception avec un escalier en béton menant au rez-de-chaussée. Les portes et les fenêtres des salles de billard ont été modifiées pour qu'elles s'ouvrent sur une terrasse située sous le balcon.
Des logements supplémentaires destinés à loger le personnel ont été ajoutés en 1959, 1984 et 1986. Un court de tennis et une piscine ont été construits en 1959-1960. La climatisation a été installée pour la première fois en 1957 puis a été étendue en 1978. La rénovation de la partie initiale du Fernberg, appelée aile des invités, a été réalisée en 1981-1982. Un nouveau corps de garde a été construit en 1987 et d'importants travaux intérieurs comprenant la rénovation des espaces de réception ont également été réalisés la même année. La partie principale du bâtiment a bénéficié d'une rénovation extérieure majeure et un ravalement en 1992.
Fin 1992, un hectare du terrain du Government House a été repris par le ministère des Transports dans le cadre de l'élargissement de Kaye Street. Ces travaux ont nécessité la construction de murs de soutènement importants le long du périmètre ouest de la propriété.

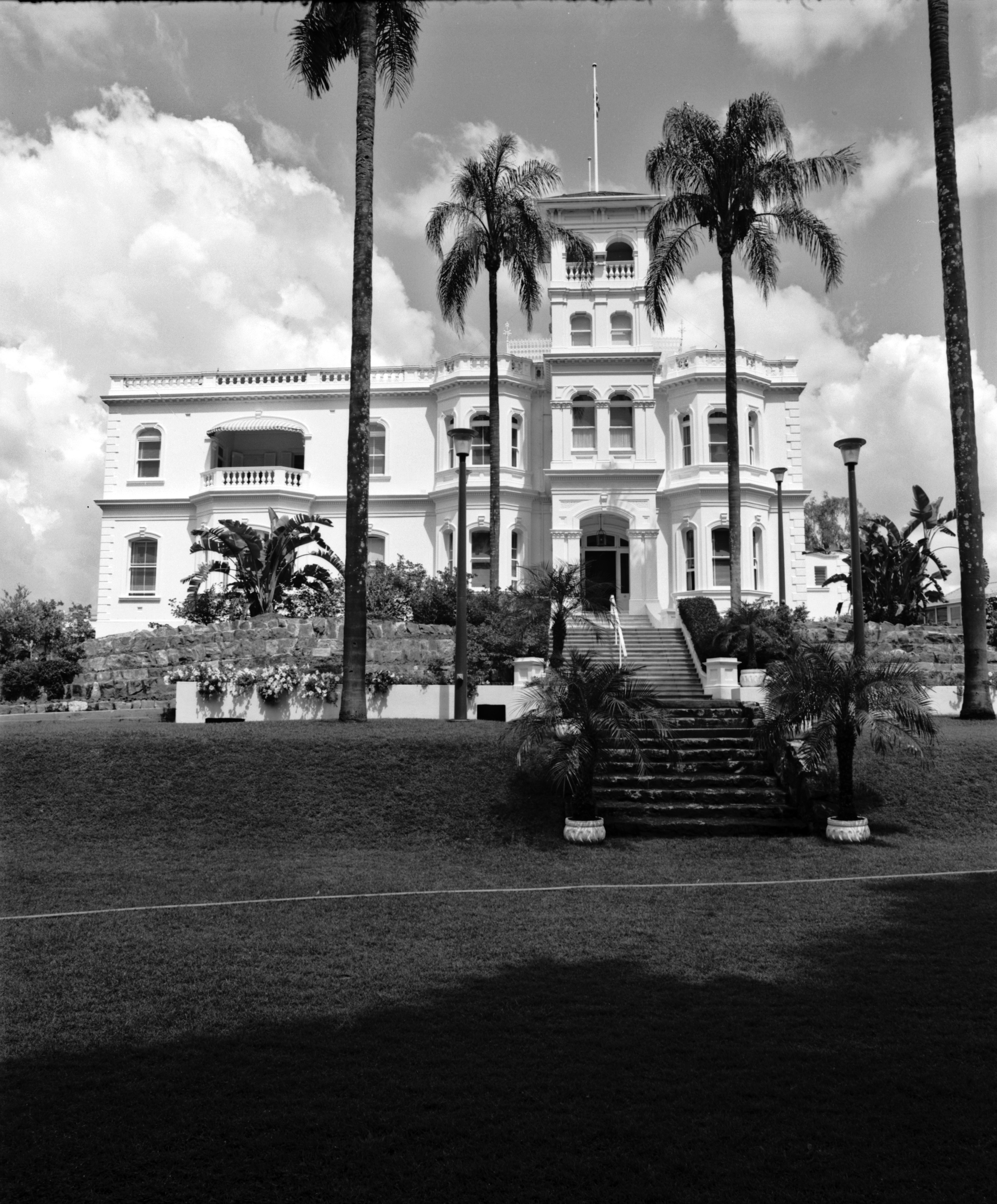
L'Hôtel du gouvernement vers 1981.

Entre 1910 et 1937, période à laquelle Fernberg avait le statut de résidence provisoire du gouvernement, cinq gouverneurs y ont demeuré :
- 1909-1914 Sir William MacGregor, gouverneur d'origine écossaise, qui a signé la loi offrant l'ancien Hôtel du Gouvernement à l'université du Queensland nouvellement créée. Il aurait choisi Fernberg en raison du terrain sur lequel la villa se trouvait.
- 1915-1920 Sir Hamilton John Goold-Adams, gouverneur d'origine irlandaise qui a joué un rôle important dans la politique du Queensland lors de sa nomination.
- 1920-1925 Sir Matthew Nathan
- 1927-1932 Thomas Herbert John Chapman Goodwin
- 1932-1946 Sir Leslie Orme Wilson, le gouverneur du Queensland qui a exercé le plus longtemps cette fonction et qui est à l'origine des ajouts majeurs faits à Fernberg.

Après que Fernberg a été officiellement déclaré résidence permanente du gouvernement, les gouverneurs ayant résidé dans la propriété sont les suivants :
- 1946-1957 Sir John Lavarack, premier gouverneur né en Australie
- 1958-1966 Sir Henry Abel Smith, dernier gouverneur du Queensland né en Angleterre
- 1966-1972 Sir Alan Mansfield
- 1972-1977 Sir Colin Hannah
- 1977-1985 Sir James Ramsay
- 1985-1992 Sir Walter Campbell
- 1992-1997 Son Excellence Mme Leneen Forde, première femme gouverneur
- 1997-2003 Major-général Peter Arnison
- 2003-2008 Dame Quentin Bryce, plus tard première femme gouverneure générale d'Australie
- 2008-2014 Pénélope Wensley
- 2014-2021 Paul de Jersey
- 2021- Dr Jeannette Rosita Young

## Description

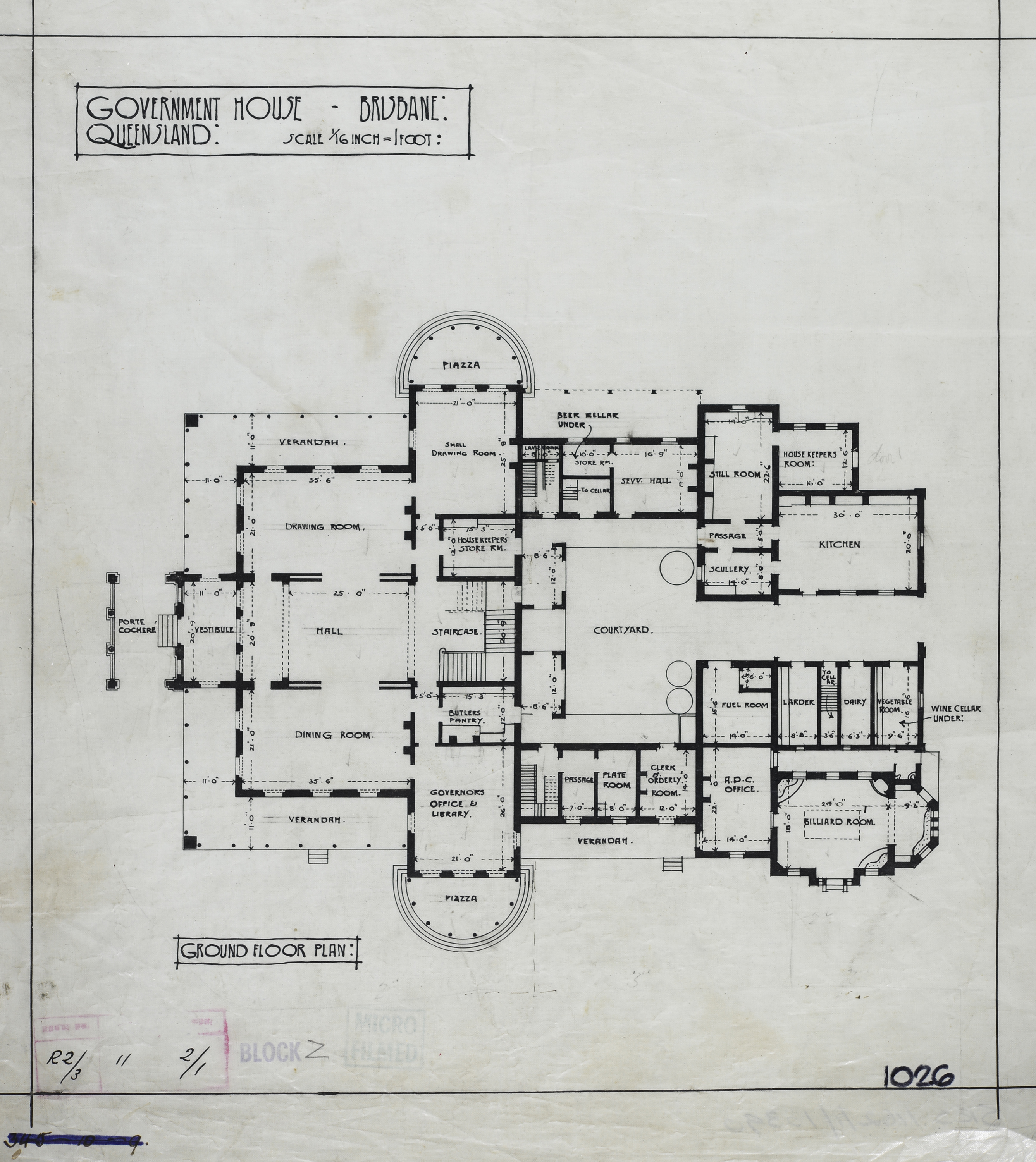
Plan du rez-de-chaussée, vers 1940.

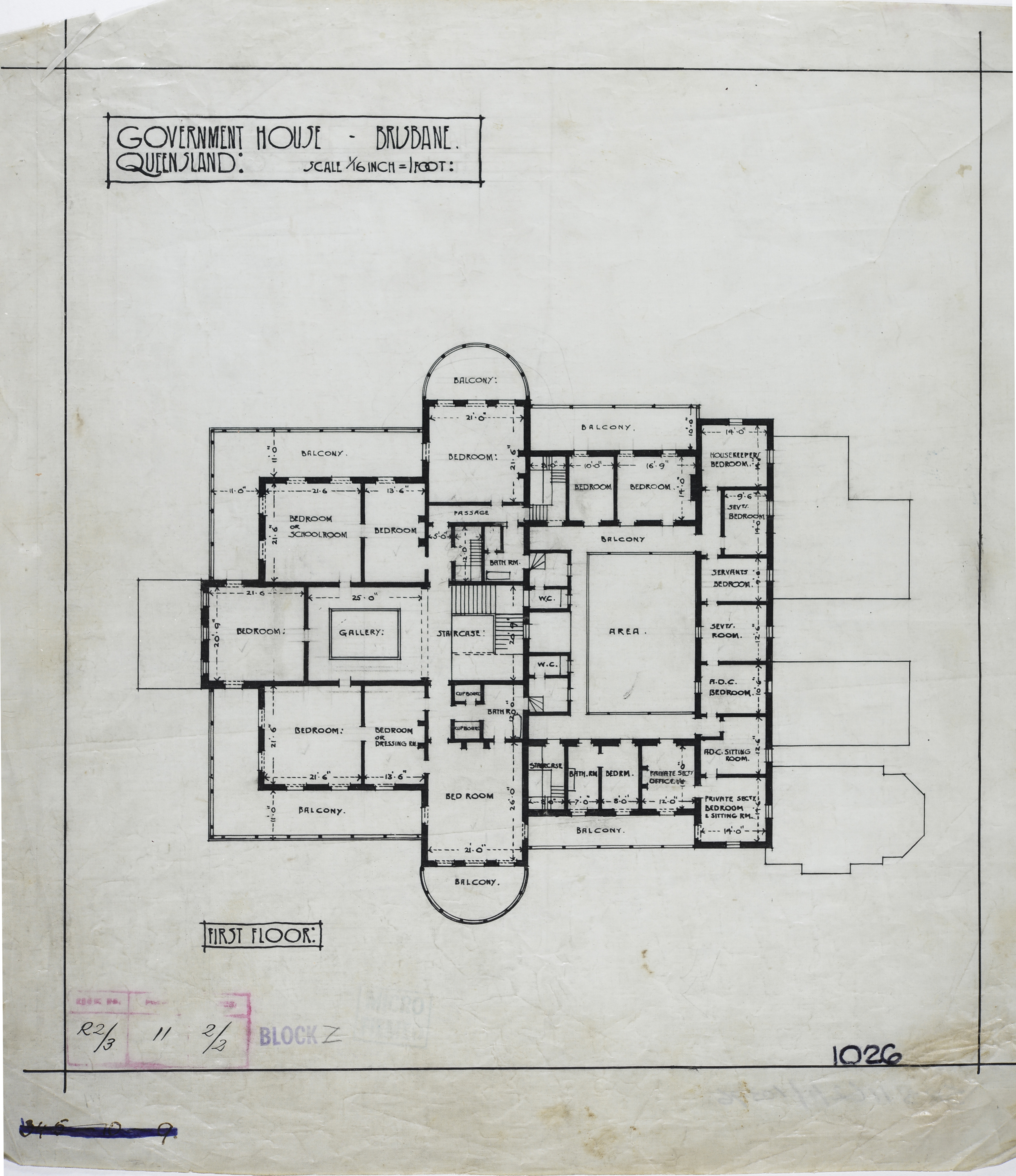
Plan du premier étage, vers 1940.

Fernberg est situé sur une colline d'environ 100 mètres au-dessus du niveau de la mer surplombant le Centre d'Affaires de Brisbane au sud-est et le mont Coot-tha à l'ouest. Les 15 hectares de terrain comprennent des jardins ordonnés et un parc paysager autour de la maison principale, des bâtiments annexes destinés à l'administration, au personnel et à la maintenance. L'ensemble est entouré par la végétation d'origine. Le site est délimité par Fernberg Road, Kaye Street, Baroona Road et Murruba Street.

### Bâtiment principal
L'Hôtel du Gouvernement se présente comme un bâtiment à deux étages avec un sous-sol. Stylistiquement, le bâtiment est de style victorien italianisant. Le corps du bâtiment est asymétrique avec un parapet de toit à balustrade, des avant-toits à consoles, des ouvertures en arc segmentaire et une finition murale en stuc. Une tour imposante arbore des motifs classiques.
La partie la plus ancienne de la villa est l'aile est située dans la partie la plus au sud de la maison, elle date des années 1860. L'entrée officielle de la villa est situé dans la section datant des années 1880.

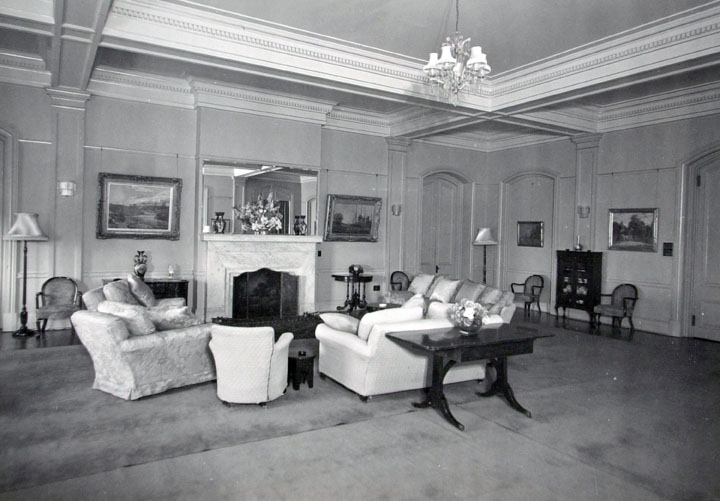
Salle de réception en 1959.

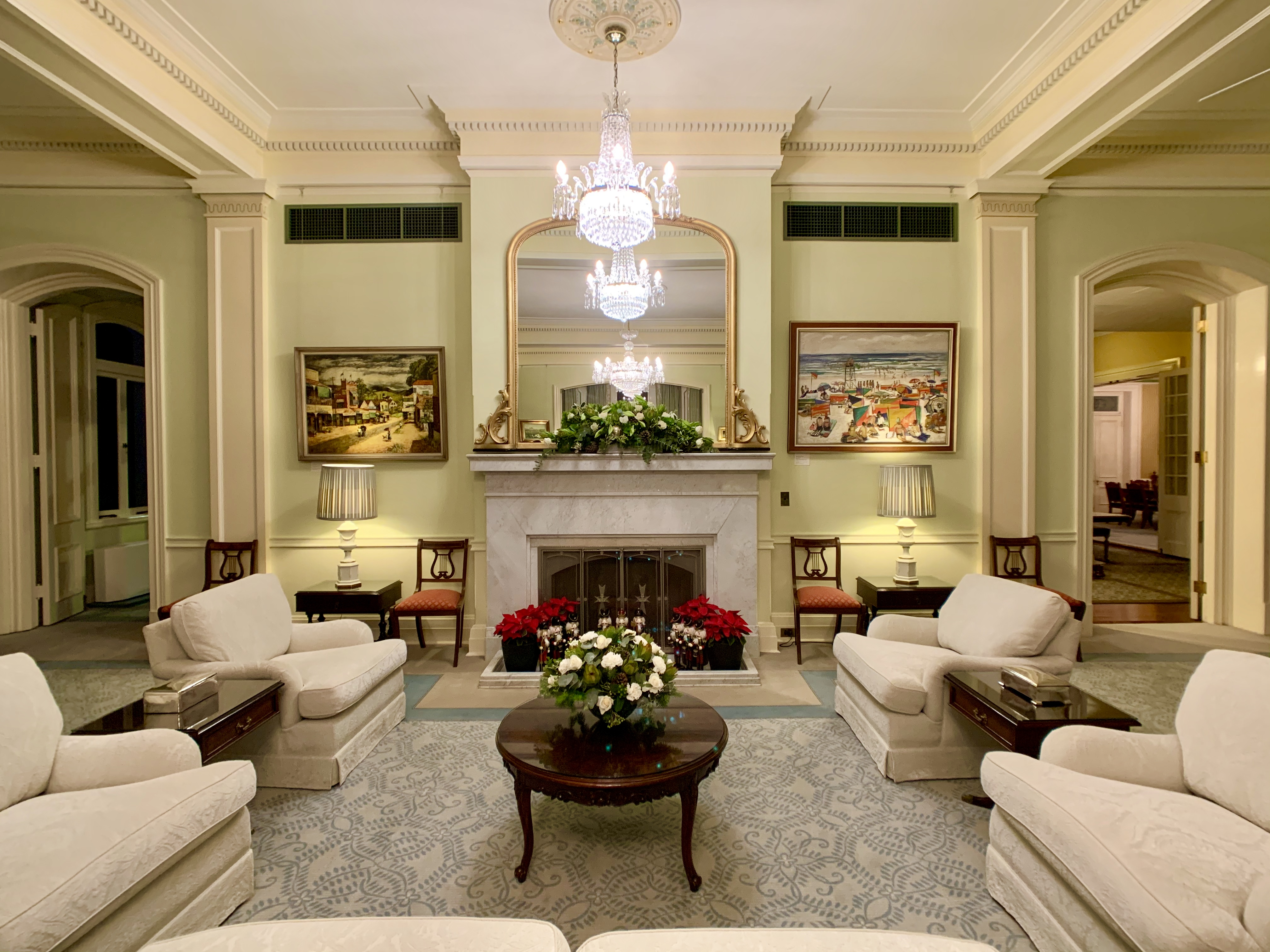
La salle de réception, 2019.

À l'intérieur, la pièce majeure est le grand hall central orné d'une grande cheminée, de lambris en bois et d'un escalier en bois finement sculpté et surplombé par un grand vitrail représentant Robert 1er Roi d’Écosse  grandeur nature. Les principales pièces situées au rez-de-chaussée sont les salles de réception et la salle à manger officielles, ainsi que le bureau du gouverneur. Chacune des pièces est restée pratiquement intacte ; toutefois, les décorations ont fait l'objet de plusieurs rénovations. Des meubles originaux de l'ancienne résidence du gouvernement sont encore présents dans ces pièces.
Au niveau supérieur on trouve les appartements privés du gouverneur et plusieurs chambres d'invités situées dans l'aile sud (la plus ancienne) de la maison. Ces chambres d'hôtes ont fait l'objet importantes rénovations en 1981-1982 et sont actuellement meublées dans le style australien d'avant 1900.

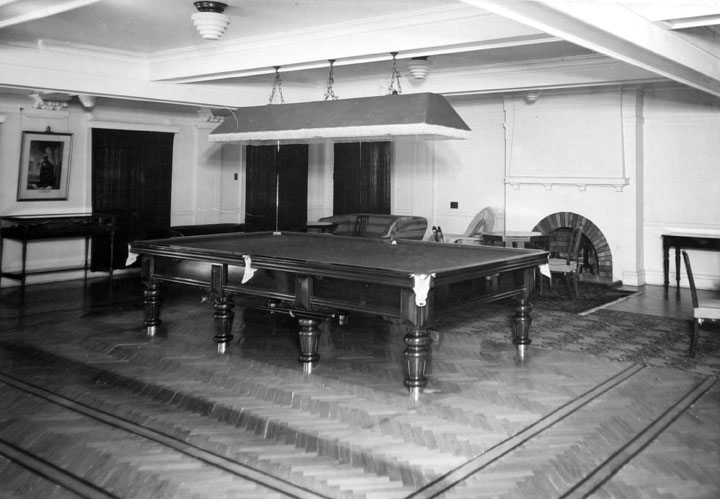
La salle de billard en 1950.

Les pièces principales du sous-sol sont la salle d'investiture, la salle de billard, la salle à manger privée et la cuisine. L'intérieur de ces zones a été considérablement modifié et certaines transformations ont modifié la distribution originale des pièces.
Les menuiseries, cloisons, ouvertures et ferrures de la villa sont en grande partie celles d'origine.

### Domaine

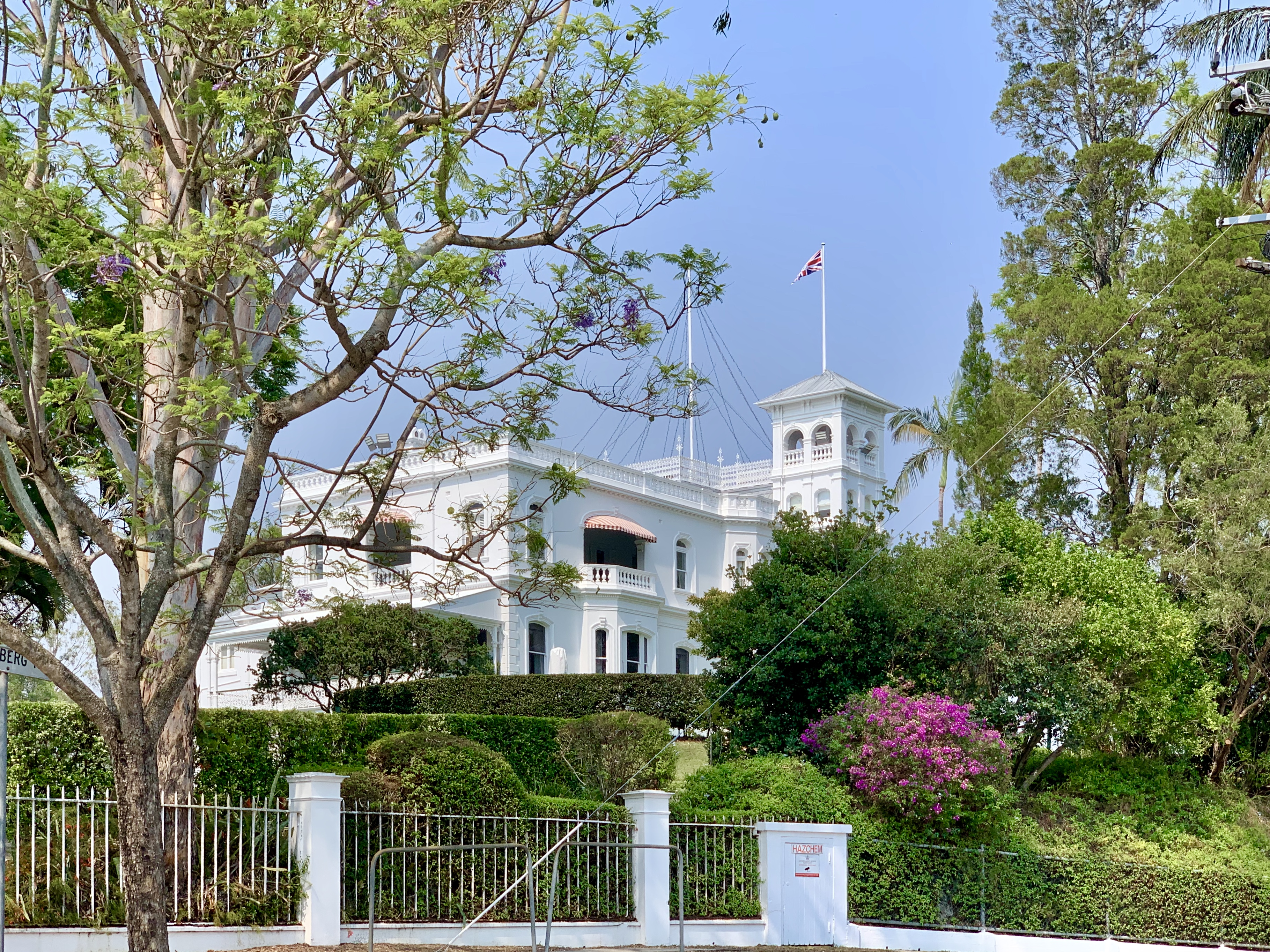
L'Hôtel du gouvernement vu depuis la Fernberg Road.

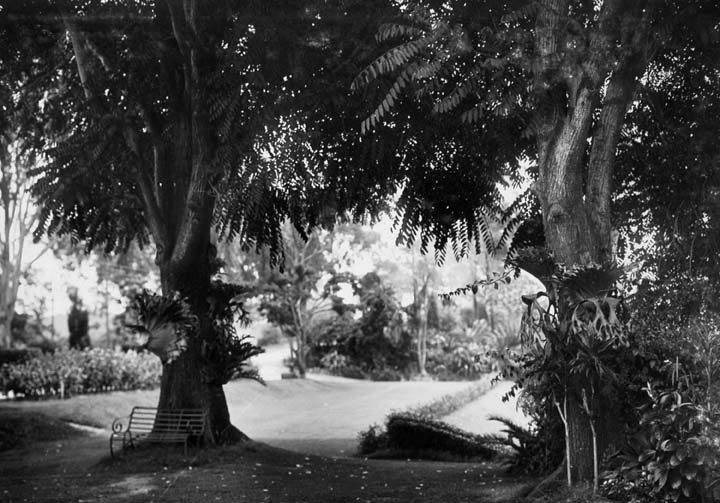
Jardins de l'Hôtel du gouvernement en 1928.

Le domaine dans lequel se situe l’Hôtel du gouvernement se compose de deux espaces naturels différents : des jardins ordonnés et de bois agencés en parc. Les jardins structurés représentent environ 25 % de la propriété, le reste étant constitué de bois et taillis naturels.
Les jardins ordonnés comprennent les zones aménagées ainsi que les allées, les sentiers, les murs de soutènement et les marches. En général, on a choisi d’y installer des plantes exotiques et décoratives tout en conservant quelques vieux arbres indigènes. Le gazon anglais et amplement utilisé.
.

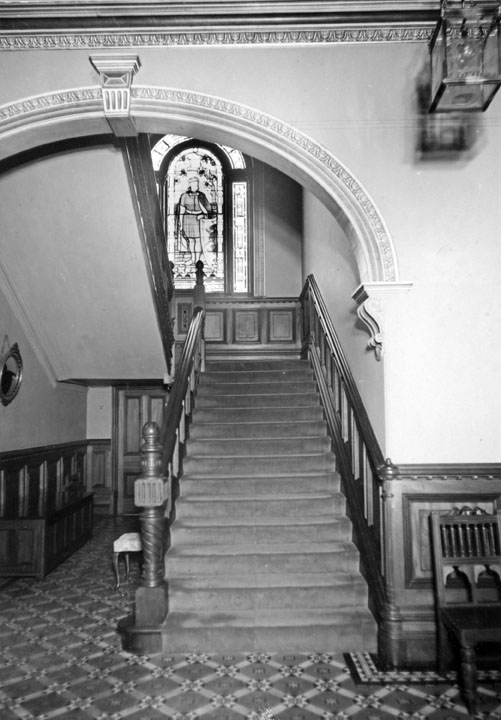
Escalier avec vitrail représentant Robert 1er Roi d’Écosse en 1950

Les bois et taillis sont composés des vestiges de forêts d'eucalyptus et sont très peu construits. Ils sont traversés par de nombreux sentiers. Plusieurs ravins rejoignent un ruisseau légèrement plus grand au bas de la partie sud-est.

### Bâtiments annexes

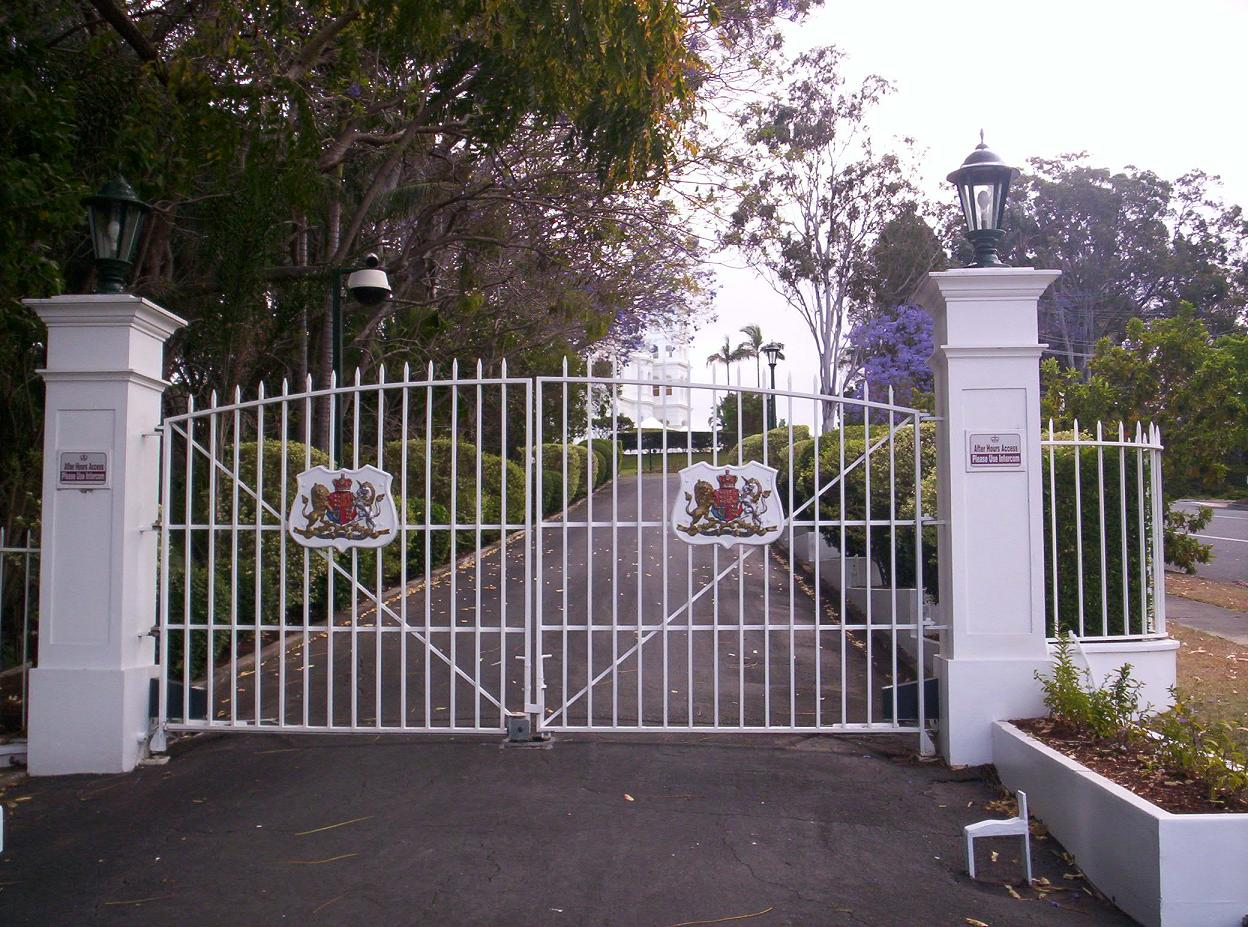
Le portail d'entrée en 2005.

#### Le pavillon
Construit avant 1910 pour l'ancien Hôtel du Gouvernement, il a ensuite été déplacé sur le site. C'est un bâtiment en bois qui possède deux pignons en saillie et qui a subi de nombreuses modifications.

#### La résidence du chauffeur
Construite en 1923, c’est une grande maison en bois avec un toit à pignon. Elle est dotée d’une véranda attenante sur deux côtés et possède une baie à facettes à l'avant.

#### Les garages
Construits en 1935, ils ont une structure en bois surmontée d'une couronne de toit en fer galvanisé avec une flèche et une girouette. Le garage comporte trois pièces pouvant accueillir sept véhicules au total.

#### Les logements du personnel
Ce bâtiment en brique et en béton a été construit en 1937. Il a deux étages et a été placé au sud-ouest de la villa principale. Il est resté dans son état initial malgré plusieurs rénovations

#### Le pavillon administratif
Construit en 1948, ce bâtiment en brique n'a qu'un seul étage. Il contient plusieurs bureaux, des chambres et un salon à l'usage de l'aide de camp, l'assistant personnel du gouverneur. Il comporte aussi quelques logements destinés aux invités.

#### La résidence du jardinier
Il s'agit d'une résidence standard de service public de type D construite en 1959.

#### Les résidences du majordome et du cuisinier
Ce sont des constructions récentes tout comme les deux garages du personnel situés à proximité, elles ont été construites en 1984 et en 1986.

## Inscription au patrimoine
La Government House a été inscrite au registre du patrimoine du Queensland le 21 octobre 1992 car elle satisfait aux critères suivants.
- Le lieu retrace de façon significative l'histoire et l’évolution du Queensland.

L'Hôtel du Gouvernement de Brisbane reflète l'évolution du gouvernement du Queensland. La fonction de résidence officielle du gouverneur du Queensland qu'il joue depuis 1911 lui donne un rôle de représentation notamment lors des visites royales. Il symbolise la colonisation de l'Australie et du Queensland par les britanniques.
La création d'un « sanctuaire » animalier et des « promenades en forêt » par Sir John et Lady Goodwin contribuent à l'appréciation précoce de la flore et de la faune indigènes du Queensland.
- Le lieu présente des aspects rares, peu communs ou menacés du patrimoine culturel du Queensland.

La maison principale, construite en 1865 et connue à l'origine sous le nom de Fernberg, est la dernière résidence ou villa des années 1860 encore dans son état d'origine à Brisbane.
- Le lieu présente les caractéristiques spécifiques d’un type de lieu culturel.

La résidence actuelle est le résultat d'importants ajouts des années 1880. Il est considéré comme l'un des plus beaux exemples de villa victorienne de style italien à Brisbane. D'autres bâtiments construits dans le parc après la transformation de la villa en résidence vice-royale contribuent à la compréhension du rôle du gouverneur et de l'ensemble des services auxiliaires nécessaires.
- Le lieu a des qualités esthétiques notables.

L'Hôtel du Gouvernement a de grandes qualités esthétiques qui reflètent la richesse et l'importance de ses résidents. L'emplacement de la résidence, située sur une colline boisée et dotée  d'une tour, constitue un point de repère important depuis son édification. L'agencement du domaine, en particulier les jardins ordonnés et les taillis environnants, contribuent de manière significative au caractère unique de la propriété .
- Le lieu a un lien particulier avec la vie ou l’œuvre d’une personne, d’un groupe ou d’une organisation importante dans l’histoire du Queensland.

La Government House de Bardon est liée aux gouverneurs du Queensland depuis 1911. La maison et le domaine contiennent les témoignages de la contribution que chacun des couples vice-royaux ont apportés à l'occasion des visites royales.
La résidence reflète l’œuvre de plusieurs architectes éminents : Benjamin Backhouse (1865), Richard Gailey (années 1880) et le ministère des Travaux publics (1937). La villa est liée à plusieurs grands colons ayant réussi à Brisbane. Parmi eux, John Heussler, qui est à l'origine de sa construction en 1865 et qui joua un rôle important dans la vie commerciale et publique du Queensland. John Stevenson, éleveur, négociant et membre de l'Assemblée législative qui incarna la période de prospérité des années 1880 et qui transforma la villa des années 1860 en manoir de style italianisant.

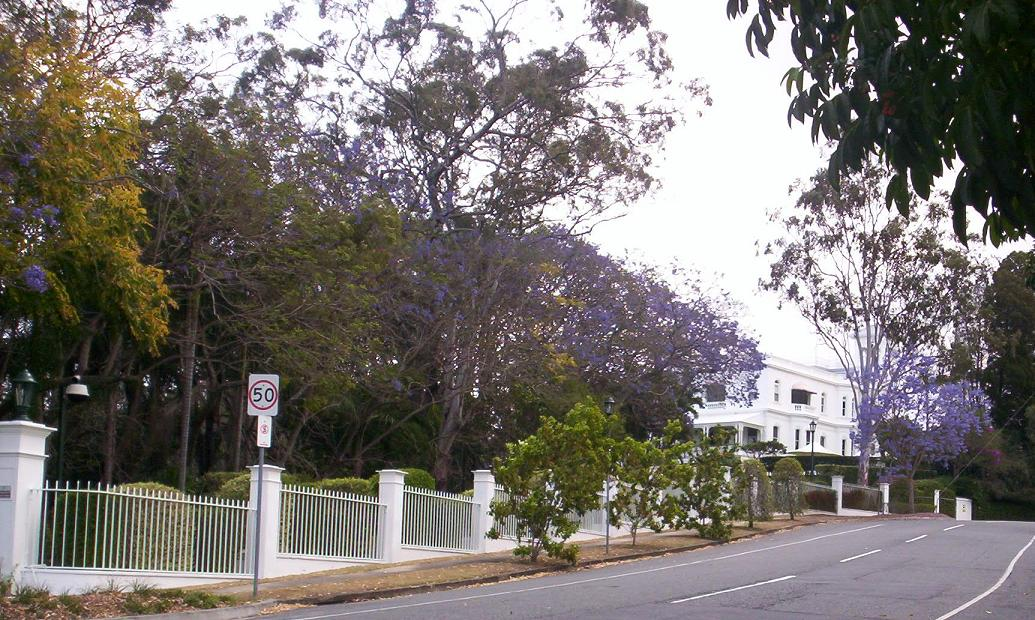
Abords du domaine de l'Hôtel.
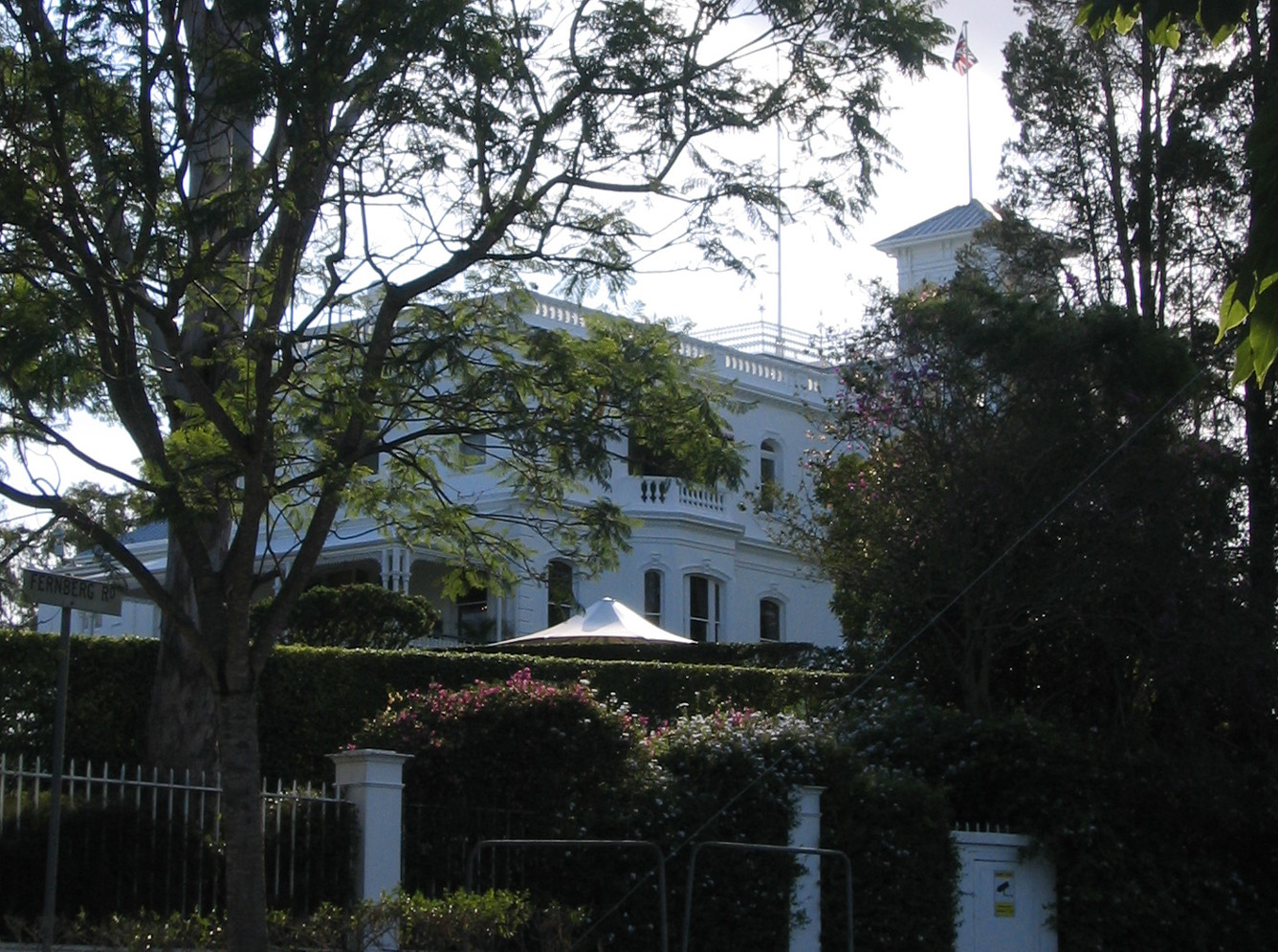
Vue sur l'Hôtel du Gouvernement depuis la route.
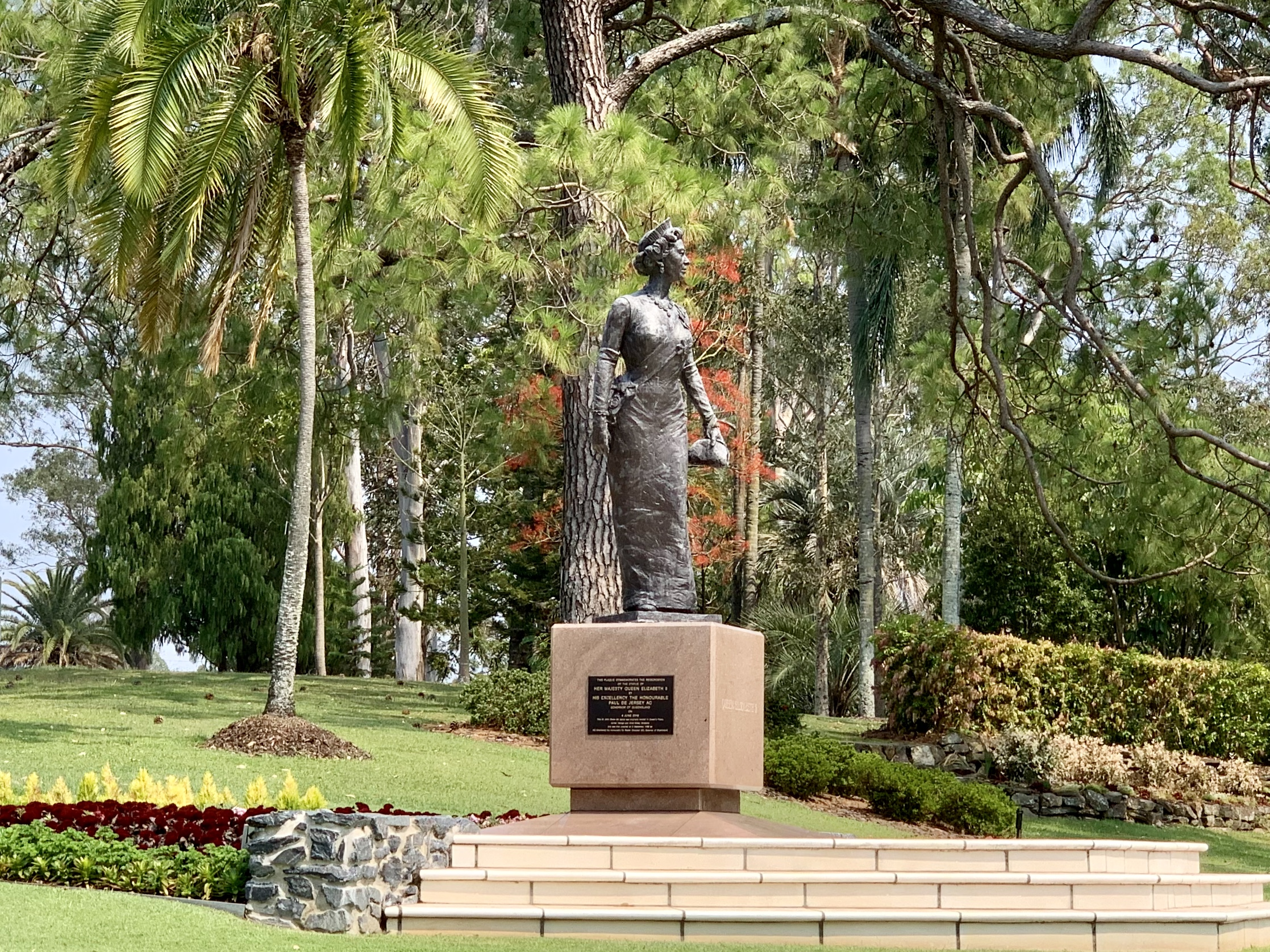
Statue de la Reine au Government House